# Patricio Arabolaza
Patricio Arabolaza Aranburu conosciuto semplicemente come Patricio (Irun, 17 marzo 1893 – Irun, 10 marzo 1935) è stato un calciatore spagnolo, di ruolo attaccante.
Anche suo fratello Ignacio era un calciatore.
Dal 1953 al 1968 i giornali Marca ed Arriba attribuirono il Trofeo Patricio Arabolaza al giocatore del campionato spagnolo che verrebbe giudicato più combattivo.

## Carriera

### Club
Iniziò la carriera nel Racing de Irún, con cui nel 1913 vinse una Coppa del Re; in seguito alla fusione della sua squadra con l'Irún Sporting Club a formare il Real Unión Irún, rimase nel nuovo club, con cui militò fino al 1923 vincendo una seconda Coppa del Re nel 1918, un Campeonato do Norte nel 1918 e tre Campeonato Regional de Gipuzkoa consecutivi (dal 1920 al 1922). Nel 1922 giocò una terza finale di Coppa del Re, persa per 1-5 contro il Barcellona, nella quale segnò l'unico gol della sua squadra; in seguito ad incidenti avvenuti durante la partita venne squalificato per un anno, rientrando dalla squalifica nel 1923 e ritirandosi dopo poche partite.

### Nazionale
Il 28 agosto 1920 segnò il primo gol nella storia della nazionale spagnola, in una partita vinta 1-0 contro la Danimarca nel primo turno dei Giochi Olimpici di Anversa 1920, nei quali avrebbe poi giocato altre 3 partite contribuendo così alla vittoria della medaglia d'argento. In seguito giocò anche in una partita amichevole vinta per 2-0 dalla squadra spagnola a Bilbao contro il Belgio, per un totale di 5 presenze ed una rete in Nazionale.

## Palmarès

### Club

#### Competizioni nazionali
- Campeonato Norte: 1

Real Unión Club de Irún: 1917-1918
- Coppa di Spagna: 2

Racing de Irún: 1913
Real Unión Club de Irún: 1918

### Nazionale
- Argento olimpico: 1

Anversa 1920